# Neuenkirchen (près de Greifswald)
Pour les articles homonymes, voir Neuenkirchen.

Situation de Neuenkirchen dans l'arrondissement de Poméranie-Occidentale-Greifswald

Neuenkirchen est une commune d'Allemagne située dans l'arrondissement de Poméranie-Occidentale-Greifswald du Land de Mecklembourg-Poméranie-Occidentale.

## Géographie
Neuenkirchen est situé à environ 2 km au nord de Greifswald, au nord de la rivière Ryck.

## Histoire
Neuenkirchen a été mentionné pour la première fois dans un document officiel en 1285 sous le nom de Nienkerken.

## Quartiers
- Leist
- Neuenkirchen
- Oldenhagen
- Wampen